# Phytomyza silai
Phytomyza silai este o specie de muște din genul Phytomyza, familia Agromyzidae, descrisă de Erich Martin Hering în anul 1935. Conform Catalogue of Life specia Phytomyza silai nu are subspecii cunoscute.